# Kappler Tunnel

Der Kappler Tunnel ist ein Straßentunnel in der Stadt Freiburg im Breisgau. Der 1230 Meter lange Tunnel ist Teilstrecke der B 31 auf dem Weg nach Donaueschingen und wurde zwischen den Jahren 1994 und 2002 erbaut. Im Stadtteil Littenweiler verläuft er entlang der Höllentalbahn. Der Kappler Tunnel wurde vom ADAC als sicherster Tunnel Deutschlands getestet. Pro Tag frequentierten 2005 rund 33.600 Fahrzeuge den Stadttunnel. Der Tunnel ist nach dem nächsten Stadtteil Kappel benannt. Westlich des Tunnels folgt der ungefähr gleichzeitig erbaute Schützenalleetunnel.

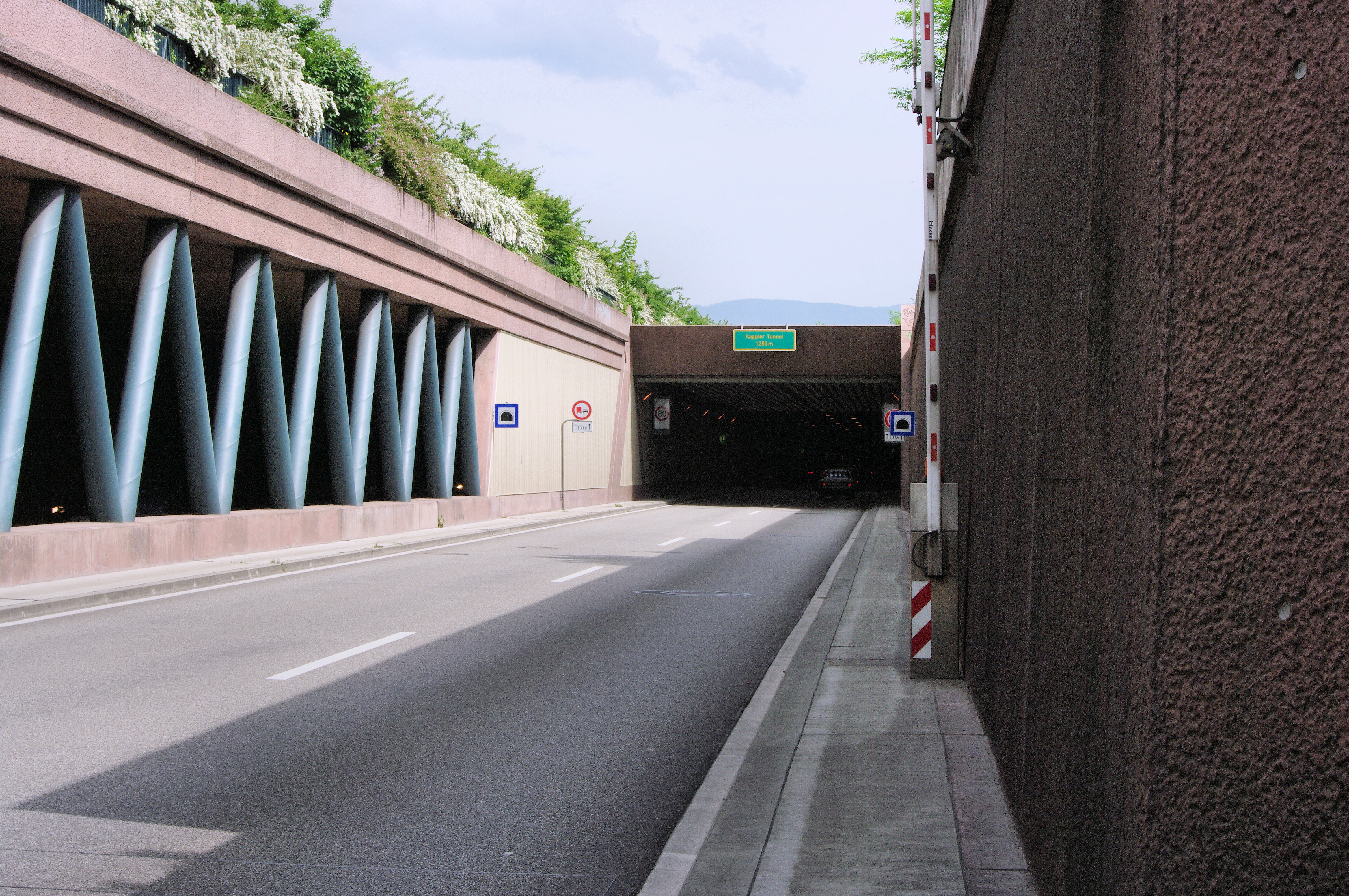
Stadtseitige Einfahrt

Im Gegensatz zu den meisten anderen doppelröhrigen Straßentunnels in Baden-Württemberg, in denen ein Tempolimit von 100 km/h herrscht, gilt im Schützenalletunnel und Kappler Tunnel jeweils ein Tempolimit von 80 km/h.
Da sich der Verkehr Richtung Stadtmitte mehrmals pro Woche in den Tunneln staute, diese jedoch bezüglich des Brandschutzes mangelhaft sind, schaltet seit 13. September 2021 bei Staugefahr die Ampel im Osten vor den beiden Tunnels auf Rot und die Schranken schließen sich, damit sich der Verkehr vor und nicht im Tunnel staut. Das führt allerdings vermehrt zu Schleichverkehr durch die angrenzenden Stadtteile, zum Unmut der Anwohner.
Auf der Überdeckung des Tunnels soll ab Beginn des Jahres 2027 die Verlängerung der Straßenbahnlinie 1 von der Laßbergstraße zum Kappler Knoten gebaut werden. Daneben verlaufen die Höllentalbahn und der FR 8 auf derselben Trasse.